# Iain Lauchlan
Iain Lauchlan ist ein schottischer Produzent, Schauspieler, Drehbuchautor, Dramatiker und Regisseur.

## Biografie
Lauchlan begann seine Karriere bei „Play-School-Programmen“ wie „Fingermouse“ und „Playdays“. Während er bei Playdays schauspielerte, begegnete er Will Brenton und gründete mit ihm die Firma Tell-Tale-Productions. Die beiden Unternehmensgründer schrieben Programme wie „Fun Song Factory“, „Tweenies“, „Hi 5“ und „BB3B“.
Lauchlan erlangte große Berühmtheit in Großbritannien und betreibt Brenton ein neues Unternehmen mit dem Namen Wish Films, die mit „Entertainment Rights“ die neuen Programme für Jim Jam & Sunny und für ITV 1 produziert.